# حاتم بلال
حاتم بلال (بالإنجليزية: Hatem Belal)‏؛ مواليد 30 يناير 1994 في المدينة، السعودية، هو لاعب كرة قدم سعودي يلعب في نادي النهضة.

## مسيرة اللاعب
كانت بداياته مع نادي الأنصار وانتقل إلى نادي الوحدة عام 2014 ثم إلى نادي الفيحاء عام 2017 وبعدها تمت إعارته إلى نادي القادسية مطلع عام 2018 ثم أعير إلى القادسية مرة أخرى في صيف 2018 و عاد إلى نادي الوحدة في صيف 2019 و أعير إلى نادي البكيرية مطلع عام 2021 و لعب بعدها مع النادي العربي ونادي الفيصلي ونادي النهضة.

## روابط خارجية
- حاتم بلال على موقع قاعدة بيانات كرة القدم.إي يو (الإنجليزية)
- حاتم بلال على موقع Soccerway.com (الإنجليزية)